# Kaylen Frederick
Kaylen Frederick (Potomac, 4 giugno 2002) è un pilota automobilistico statunitense, vincitore nel 2020 del campionato britannico di Formula 3.

## Carriera

### Inizi e Road to Indy
All'età di sette anni Frederick inizia la sua carriera agonistica nel karting. Nel 2016 a quattordici anni passa alle corse in monoposto, partecipando nel campionato F1600 Series, prima serie del Road to Indy. Frederick si dimostra subito veloce, conquistando quattro podi tra cui una vittoria. L'anno successivo passa al Campionato Nazionale U.S. F2000 dove chiude cinque volte a podio chiudendo quarto in classifica generale.
Nel 2018 partecipa a tre gare della Formula 4 statunitense e continua a correre nella U.S. F2000 dove ottiene altri quattro podi per chiudere sesto in classifica. 

### Campionato GB3
Dopo aver partecipato anche a quattro gare dell'Euroformula Open, nel 2019 Frederick passa al Campionato britannico GB3 con il team Carlin. Frederick ottiene la sua prima vittoria nel primo fine settimana a Oulton Park, ripetendosi vincendo anche a Spa-Francorchamps. Grazie ad altri due podi, lo statunitense chiude nono in classifica. 
Nel 2020 continua nella serie britannica sempre con Carlin. Ottiene nove vittorie: due a Oulton Park, quattro a Donington Park, una a Snetterton e le restanti due a Silverstone. Nel resto della stagione conquista altri tre podi ed si laurea campione nella serie con 51 punti di vantaggio su Kush Maini.

### Formula 3

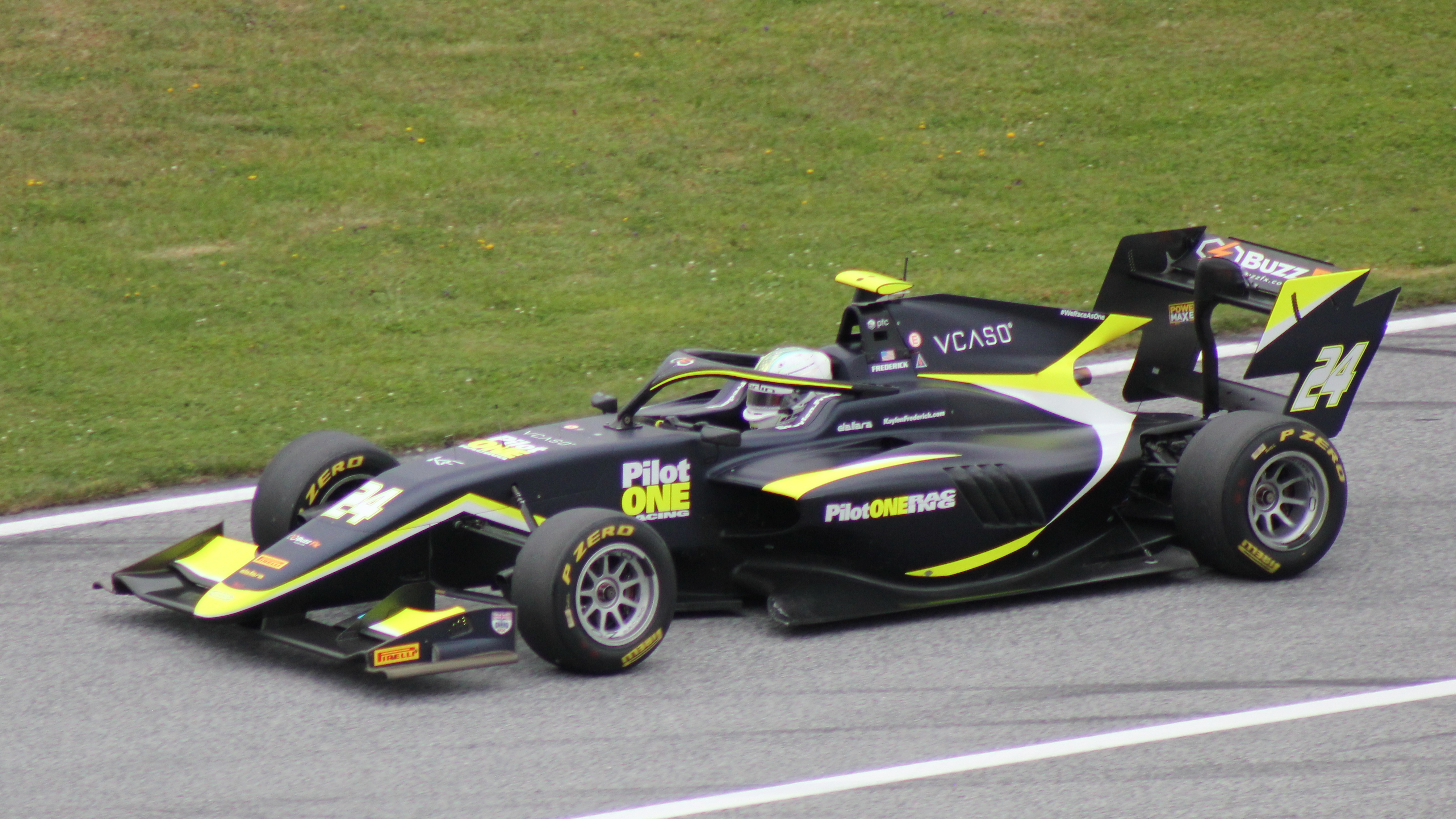
Kaylen Frederick nel 2021 a guida della Dallara F3 2019 del team Carlin Buzz Racing

Il 31 marzo del 2021 il team Carlin Buzz Racing ingaggia Frederick, Edgar e Cohen per la stagione 2021 della Formula 3. Nella prima gara del Red Bull Ring conquista i suoi primi e unici punti in stagione grazie ad un nono posto. Nella seconda gara austriaca Frederick ha un brutto incidente, essendo così costretto a saltare le sette gare successive in cui il team lo sostituisce con Jake Hughes. Lo statunitense torna per gli ultimi due eventi, ma non riesce a tornare a punti.
Nel 2022 resta in Formula 3 ma passa alla Hitech Grand Prix insieme a Isack Hadjar e Nazim Azman. Con il nuovo team Frederick si dimostra subito più competitivo, chiudendo a punti ben sette volte nelle prime dieci corse. Lo statunitense però nella seconda metà della stagione non riesce ad continuare il suo trend positivo ed non ottiene altri punti. Chiude al 17º posto in classifica con 27 punti.
Per la stagione 2023 rimane in Formula 3 passando al team francese ART Grand Prix. Durante la stagione ottiene come miglior risultato il settimo posto, ottenuto sia in gara due del Bahrain e in gara uno del Red Bull Ring. A fine stagione chiude con undici punti in classifica, meno della passa stagione, finendo al ventunesimo posto in classifica.   

### Super Formula Lights
Nel inverno del 2023 prende parte sia ai test della Super Formula Lights e della Indy NXT, per poi scegliere la serie nipponica nel 2024. Frederick si lega al team B-Max Racing team per la sua prima stagione in Giappone.

## Risultati

### Riassunto della carriera
| Stagione | Categoria                      | Team                  | Gare | Vittorie | Pole | GPV | Podi | Punti | Pos. |
| -------- | ------------------------------ | --------------------- | ---- | -------- | ---- | --- | ---- | ----- | ---- |
| 2016     | F1600 Series                   | Team Pelfrey          | 15   | 1        | 2    | 2   | 4    | 474   | 7º   |
| 2016     | U.S. F2000 National            | Team Pelfrey          | 2    | 0        | 0    | 0   | 0    | 16    | 24º  |
| 2016     | F2000 Series                   | Team Pelfrey          | 2    | 0        | 1    | 1   | 0    | 33    | 30º  |
| 2017     | U.S. F2000 National            | Team Pelfrey          | 14   | 0        | 0    | 2   | 5    | 240   | 4º   |
| 2017     | F2000 Series                   | N/A                   | 2    | 0        | 1    | 0   | 1    | 59    | 23º  |
| 2017     | SCCA Majors - Formula Atlantic | N/A                   | 2    | 0        | 0    | 0   | 0    | 27    | 33º  |
| 2018     | U.S. F2000 National            | Pabst Racing Services | 14   | 0        | 2    | 0   | 4    | 173   | 6º   |
| 2018     | Formula 4 degli Stati Uniti    | K-Hill Motorsports    | 3    | 0        | 0    | 0   | 0    | 0     | 34º  |
| 2018     | Euroformula Open               | RP Motorsport         | 4    | 0        | 0    | 1   | 0    | 21    | 14º  |
| 2018     | F2000 Series                   | N/A                   | 0    | 0        | 0    | 0   | 0    | 0     | NC   |
| 2018     | SCCA Majors - Formula Atlantic | N/A                   | 2    | 2        | 0    | 0   | 2    | 50    | 18º  |
| 2019     | Campionato GB3                 | Carlin                | 24   | 2        | 1    | 3   | 4    | 305   | 9º   |
| 2020     | Campionato GB3                 | Carlin                | 24   | 9        | 8    | 12  | 12   | 499   | 1º   |
| 2021     | FIA Formula 3                  | Carlin Buzz Racing    | 13   | 0        | 0    | 0   | 0    | 2     | 22º  |
| 2022     | FIA Formula 3                  | Hitech Grand Prix     | 18   | 0        | 0    | 0   | 0    | 27    | 17º  |
| 2023     | FIA Formula 3                  | ART Grand Prix        | 18   | 0        | 0    | 0   | 0    | 11    | 21°  |
| 2024     | Super Formula Lights           | B-Max Racing team     |      |          |      |     |      | *     |      |

* Stagione in corso.

### Risultati Campionato GB3
(legenda) (Le gare in grassetto indicano la pole position) (Le gare in corsivo indicano Gpv)
| Anno | Team   | 1   | 2   | 3   | 4   | 5   | 6   | 7   | 8   | 9   | 10  | 11  | 12  | 13  | 14  | 15  | 16  | 17  | 18  | 19  | 20  | 21  | 22  | 23  | 24  | Punti | Pos. |
| ---- | ------ | --- | --- | --- | --- | --- | --- | --- | --- | --- | --- | --- | --- | --- | --- | --- | --- | --- | --- | --- | --- | --- | --- | --- | --- | ----- | ---- |
| 2019 | Carlin | OUL | OUL | OUL | SNE | SNE | SNE | SIL | SIL | SIL | DON | DON | DON | SPA | SPA | SPA | BRH | BRH | BRH | SIL | SIL | SIL | DON | DON | DON | 305   | 9°   |
| 2019 | Carlin | 13  | 1   | 12  | 7   | 46  | 3   | 4   | 123 | 3   | 10  | Rit | Rit | 1   | Rit | 16  | 5   | Rit | 5   | 6   | 13  | 10  | 8   | 8   | 7   | 305   | 9°   |
| 2020 | Carlin | OUL | OUL | OUL | OUL | DON | DON | DON | BRH | BRH | BRH | BRH | DON | DON | DON | SNE | SNE | SNE | SNE | DON | DON | DON | SIL | SIL | SIL | 499   | 1°   |
| 2020 | Carlin | 8   | 142 | 1   | 1   | 8   | 29  | 1   | NC  | 123 | Rit | 11  | 1   | 124 | 4   | 1   | 121 | 2   | 2   | 1   | 71  | 1   | 1   | 125 | 1   | 499   | 1°   |

### Risultati in Formula 3
(legenda) (Le gare in grassetto indicano la pole position) (Le gare in corsivo indicano Gpv)
| Anno | Team               | 1   | 2   | 3   | 4   | 5   | 6   | 7   | 8   | 9   | 10  | 11  | 12  | 13  | 14  | 15  | 16  | 17  | 18  | 19  | 20  | 21  | Punti | Pos. |
| ---- | ------------------ | --- | --- | --- | --- | --- | --- | --- | --- | --- | --- | --- | --- | --- | --- | --- | --- | --- | --- | --- | --- | --- | ----- | ---- |
| 2021 | Carlin Buzz Racing | CAT | CAT | CAT | LEC | LEC | LEC | RBR | RBR | RBR | HUN | HUN | HUN | SPA | SPA | SPA | ZAN | ZAN | ZAN | SOC | SOC | SOC | 2     | 22°  |
| 2021 | Carlin Buzz Racing | 22  | 17  | 30  | 20  | 22  | 17  | 9   | Rit | Inf | Inf | Inf | Inf | Inf | Inf | Inf | 20  | 11  | 21  | 23  | C   | 13  | 2     | 22°  |
| 2022 | Hitech Grand Prix  | BHR | BHR | IMO | IMO | CAT | CAT | SIL | SIL | RBR | RBR | HUN | HUN | SPA | SPA | ZAN | ZAN | MNZ | MNZ |     |     |     | 27    | 17°  |
| 2022 | Hitech Grand Prix  | 8   | 10  | 16  | 7   | 7   | 9   | 5   | 12  | 6   | 23  | 19  | 20  | Rit | 16  | 15  | 13  | Rit | 25  |     |     |     | 27    | 17°  |
| 2023 | ART Grand Prix     | BHR | BHR | MEL | MEL | MON | MON | CAT | CAT | RBR | RBR | SIL | SIL | HUN | HUN | SPA | SPA | MNZ | MNZ |     |     |     | 11    | 21°  |
| 2023 | ART Grand Prix     | 28  | 7   | 10  | Rit | 24  | 25  | 16  | 17  | 7   | 26  | 22  | 19  | 13  | Rit | 13  | 15  | 20  | Rit |     |     |     | 11    | 21°  |